# شاكر الرقيعي
شاكر الرقيعي لاعب كرة قدم تونسي من مواليد 25 مايو 1987 بمدينة بنقردان.
لعب سابقاً في أندية الترجي الجرجيسي والنادي الأفريقي وحمام الأنف واتحاد بنقردان والترجي ونادي كاظمة الكويتي ونادي الكوكب السعودي ونادي البكيرية ونادي الأنصار.

## روابط خارجية
- شاكر الرقيعي على موقع قاعدة بيانات كرة القدم.إي يو (الإنجليزية)
- شاكر الرقيعي على موقع Soccerway.com (الإنجليزية)